# 华中科技大学建筑与城市规划学院
华中科技大学建筑与城市规划学院（ Huazhong University of Science and Technology School of Architecture and Urban Planning），原为湖北建筑工业学院，现为华中科技大学的一个学院，下辖建筑学、 城市规划系和艺术设计系,景观学系。

## 历史
- 1978年2月，湖北建筑工业学院被列为新增的全国重点大学，重新新划归国家建筑局领导，并更名为武汉建筑材料工业学院。
- 1980年，经国务院批准，武汉建材学院在原北京建筑工业学院旧址成立了北京研究生部。
- 1981年，学校获得了无机非金属材料学科博士学位授予权和结构工程等7个学科硕士学位授予权，成为首批获得博士学位授予权的高校。
- 1981年7月，武汉建筑材料工业学院（原武汉城市建设学院部分）分建武汉城市建设学院。
- 1983年8月，新校址在武汉东湖之滨、马鞍山麓动工。
- 1999年，在校本专科学生近5000人，硕士研究生70人，成人教育学生3200余人。教职员工1000余人。
- 2000年5月26日，华中理工大学、同济医科大学、武汉城市建设学院、科技部干部管理学院合并，学校中文名称更改为华中科技大学，建筑学院为新大学的东校区。

## 景观学系
建筑与城市规划学院景观学系是2012年新成立的院系之一，1960年开办的武汉城市建设学院风景园林专业是其前身，是中华人民共和国首批具有这一学位授予权的单位之一。